# Residuals
"Residuals" es una canción del cantante estadounidense Chris Brown, extraída de la edición deluxe de su undécimo álbum de estudio, 11:11, lanzado el 11 de abril de 2024. Posteriormente, la canción fue enviada a la radio rítmica contemporánea el 10 de septiembre de 2024 como el cuarto sencillo del álbum.
Originalmente grabada durante las sesiones de su décimo álbum de estudio, Breezy, "Residuals" es una balada de R&B que aborda la complejidad emocional que surge tras el fin de una relación. La canción se convirtió en el sencillo de mayor éxito del álbum 11:11 en el Billboard Hot 100, además de encabezar la lista de Rhythmic Airplay de Billboard, siendo el decimocuarto tema de Brown en lograrlo. "Residuals" recibió elogios de la crítica y fue nominada en la 67.ª edición de los Premios Grammy a la Mejor Interpretación de R&B. El video musical de la canción se lanzó el 23 de enero de 2025 e incluye imágenes de la gira "The 11:11 Tour" de Brown en 2024, además de seguir una narrativa sobre un amor perdido.

## Antecedentes
Los productores Blaq Tuxedo hablaron sobre la creación de la canción: "“Residuals” estaba destinada a estar en el álbum Breezy. Fue la primera canción que inició el álbum. Él graba muchas canciones, así que quedó un poco enterrada. Terminamos haciendo “Iffy”. Creamos esa canción la misma semana y él se quedó con esa, lo cual fue una bendición. Avanzando rápido, [“Residuals”] vuelve a aparecer. La estábamos reproduciendo en una fiesta y él llamó a la mañana siguiente diciendo: 'Oye, voy a poner esto en el álbum'. Quería ponerla en [Breezy], pero no encajaba con el ambiente de esa música, así que el momento fue el adecuado".
La canción originalmente no apareció en la edición estándar del álbum 11:11 de Brown, siendo lanzada el 11 de abril de 2024 como la decimotercera pista de la edición deluxe del álbum. Después de que "Residuals" ingresara en el Billboard Hot 100, fue enviada a la radio rítmica contemporánea el 10 de septiembre de 2024 como el cuarto sencillo de 11:11.

## Composición
"Residuals" es una balada de R&B, producida por Blaq Tuxedo y Eric Hudson, donde Brown expresa los efectos persistentes de romper con alguien con quien pensaba pasar toda la vida. Sus letras presentan recuerdos desvanecidos entre el cantante y su expareja, mientras él expresa un sentimiento de anhelo por ella.

## Recepción crítica
"Residuals" ha recibido elogios generalizados de los críticos. Billboard elogió la pista, destacando la "formidable"